# Pasma Pewelsko-Krzeszowskie
Pasma Pewelsko-Krzeszowskie – region geograficzny o krajobrazie pogórza i niskich gór położony w Beskidach Zachodnich, obejmujący swoim zasięgiem Pasmo Pewelskie oraz Grupę Żurawnicy. Wyosobniony jako mezoregion oznaczony numerem 513.57 w ramach regionalizacji fizycznogeograficznej Polski z 2018 roku wykonanej przez międzyuczelniany zespół geografów pod kierownictwem Jerzego Solona. Region został uprzednio wyodrębniony jako mezoregion beskidzki w podziale Karpat Zachodnich z 2014 roku autorstwa Jarosława Balona i Miłosza Jodłowskiego.
Jest to niewielkie powierzchniowo (123 km²), ale wyraziście zaznaczające się w rzeźbie terenu obniżenie pomiędzy Beskidem Małym i Beskidem Żywiecko-Orawskim, w strefie nasunięcia skał płaszczowiny magurskiej na śląską. Na krótkich odcinkach region graniczy z Beskidem Makowskim i Kotliną Żywiecką. Ważniejszymi kulminacjami są Żurawnica (727 m) i Bąków (766 m). Dna najniższych dolin rozcinanych przez potoki schodzą do poziomu ok. 450 m.
Administracyjnie region leży w województwie śląskim i małopolskim, rozpościerając się skośnie wąskim pasem z południowego zachodu, spod miasta Żywiec i wsi Pewel Wielka w dolinie rzeki Koszarawy, na północny wschód, do wsi Krzeszów i Zembrzyce oraz miasta Sucha Beskidzka w dolinie rzeki Skawy. Pod względem pokrycia terenu przeważają obszary rolnicze, przede wszystkim użytki zielone, w wyższych partiach występują lasy świerkowo-jodłowe i bukowe.
W obowiązującej powszechnie przed 2018 rokiem regionalizacji fizycznogeograficznej Polski autorstwa Jerzego Kondrackiego omawiany region nie występuje. Obszar go obejmujący przynależy tam do dwóch mezoregionów – Grupa Żurawnicy jest częścią Beskidu Małego, natomiast Pasmo Pewelskie należy do Beskidu Makowskiego. W podziałach geomorfologicznych Karpat region pojawia się jako jednostka pod nazwą Brama Krzeszowska.